# 周芷萱
周芷萱（1990年—），台灣部落客、性別議題作家。國立臺灣大學歷史學系、國立臺灣大學國家發展研究所碩士。曾代表自由台灣黨參選2016年中華民國立法委員選舉不分區立委。亦曾為國立臺灣大學研究生協會會長，主張女性主義及臺灣獨立。

## 研究生協會會長
在2014年太陽花學運後，引起多數青年對於治的關注與參與，周芷萱也是其中一位。當年5月28日的台大學生會會長、研究生協會會長選舉，即成為當時的首戰試金石。在選舉期間，學生會會長候選人一號王日暄和二號汪興寰、研究生協會會長候選人一號周芷萱和二號陳乙棋，分別被當時的人認定為代表獨派的勢力（王、周）以及傾向統一的國民黨人馬（陳、汪）。同時，因為陳乙棋和汪興寰當年當選臺大學生會會長後，虧損學生會費73萬元一事被歷經當年事件的學生在PTT上爆出，引起人們的高度疑慮。因此在開票之後，學生會會長競選人王日暄以近9成有效票當選下屆台大學生會長，拿下2660票，也是20餘年來台大學生會長第三高票。而周芷萱則以1199票、94%得票率高票當選研究生協會會長。在當時創下連續兩年都是由女學生當選學生會與研究生協會的會長，也寫下台大創校首次紀錄。
周芷萱任內，在2015年成功地與校方合作，推動了紀念當年因不明原因而死於臺大圖書館學系旁廣場的陳文成一事的廣場命名。而台大校方在延宕33年之後，於2015年3月21日校務會議上決議通過，命名為「陳文成事件紀念廣場」。此舉被視作轉型正義的第一步。
同時，為了推動性別多元與情慾解放，即使在校方不援助的情況下，周芷萱也大力協助推動亞太第一屆BDSM研討會的辦成。
基於落實參選平等、選舉公平的情況下，周芷萱也曾經發言支持就讀台大的大陸學生董夢航參選台大學代會，並認為應交由選民裁決。

## 外部連結
- 周芷萱結婚照
- 周芷萱的Facebook專頁
- 周芷萱的X（前Twitter）